# خليل العميري
خليل العميري ولد في 1971 بتونس العاصمة. هو مهندس وأكاديمي وسياسي تونسي ينتمي لحركة النهضة.

## السيرة الذاتية
خليل العميري متحصل على إجازة وماجستير في الهندسة الإعلامية من جامعة بنسيلفانيا ودكتوراه في نفس المجال (سنة 2000) من جامعة كارنيغي ميلون في الولايات المتحدة الأمريكية. شغل بين 2004 و2006 كأستاذ إعلامية بكلية لندن الإمبراطورية، والتحق أنذاك بالعديد من صناديق الاستثمار في لندن، كما
اشتغل لعدة سنوات في مخابر البحث والتطوير لشركات «هيوليت باكارد» و«أي بي ام» بكاليفورنيا ونيوورك وتورونتو.

بين 2012 و2014، كان مستشارا لدى حسين الجزيري كاتب الدولة لشؤون الهجرة بوزارة الشؤون الخارجية التونسية مشرفا على إعداد «الإستراتيجية الوطنية للهجرة والتونسيين بالخارج». 

منذ 2014، وإلى حين الالتحاق بالحكومة، شغل خليل العميري منصب مدير المعهد المتوسطي للتكنولوجيا، وهو من مؤسسي المعهد العربي للحوكمة، وعضو بالمجلس العلمي للجامعة المتوسطية للأعمال وعضو مجلس إدارة المنظمة المتوسطية لتطوير الريادة والتجديد، وهو كذلك عضو بالمركز العربي الإفريقي للدراسات الاستراتيجية، وعضو بمجلس إدارة شبكة شمال إفريقيا والشرق الأوسط لبحوث الإدارة العامة، وكان مقرر المؤتمر السنوي للمعهد الدولي لعلوم الإدارة المقام بمدينة ريو دي جانيرو في 2015.
يهتم في بحوثه بهندسة البيانات وبالسياسات العامة خصوصا في مجال التعليم العالي والتجديد واللامركزية. نشر أكثر من ثلاثين ورقة حول المعلوماتية وتحصل على عدة براءات اختراع في مجال تكنولوجيا المعلومات بالولايات المتحدة.
عين في 27 أغسطس 2016 في منصب كاتب دولة لدى وزير التعليم العالي والبحث العلمي سليم خلبوس مكلف بالبحث العلمي في حكومة يوسف الشاهد.